# Bulqiza
Bulqiza (albánsky také Bulqizë) je malé město ležící ve východní Albánii. Má okolo 11 000 obyvatel (odhad z roku 2005) a je hlavním městem stejnojmenného okresu. Nachází se při pramenu řeky Zalli, která ústí do Drinu. Město leží v nadmořské výšce okolo 800 m, na úpatí horského masivu, který vystupuje až do 1900 m n. m.

## Klimatické podmínky
Průměrná roční teplota dosahuje hodnoty 10 °C a maximální teplota byla zaznamenána do 35 °C v létě a minimum −18 °C v zimě

## Historie

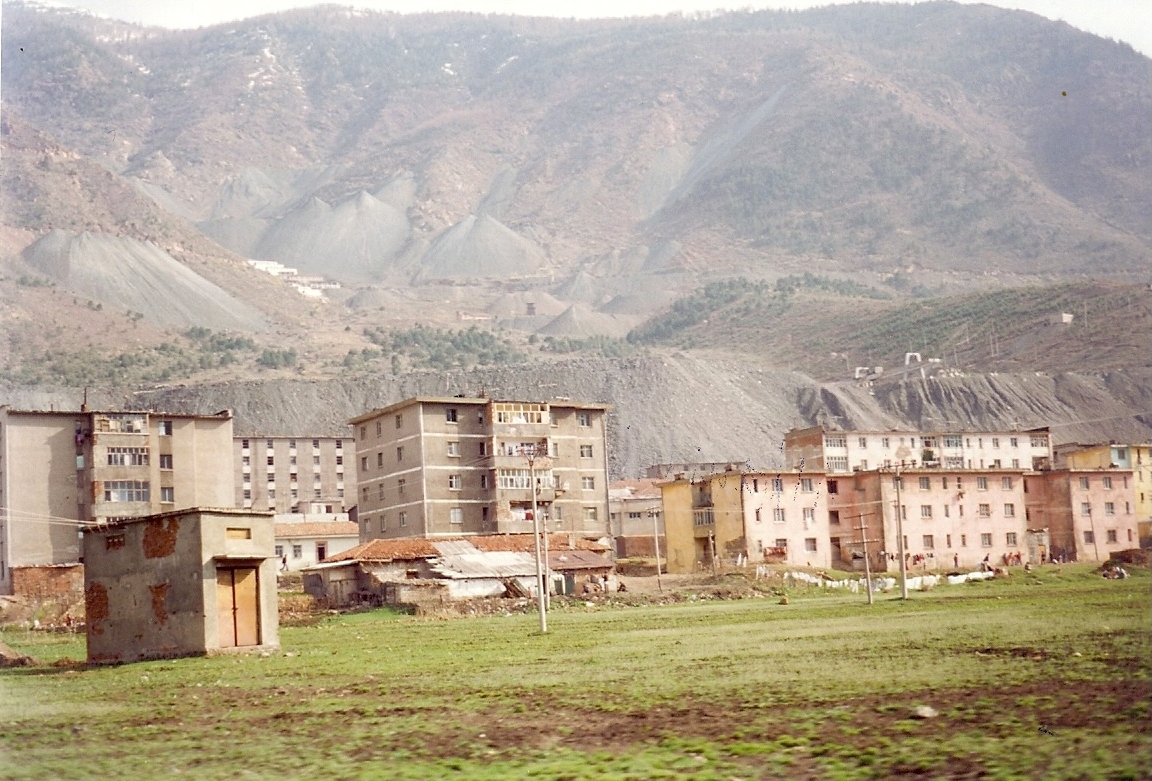
Pohled na Bulqizi v roce 1993.

O existenci sídla se zmiňoval již bulharský geograf Vasil Kănčov, který jej uvedl jako obec s 900 albánskými obyvateli.
V roce 1946 bylo ve městě objeveno nalezistě chromu. Již o dva roky později se s pomocí Sovětského svazu začalo s těžbou. Jeden z dolů se nachází přímo nad městem. 
V roce 1946 vznikl místní fotbalový tým FK Bulqiza. Způsob života města byl předmětem různých básní i filmů. Poměry v místním dole byly předmětem zájmů geologů; podzemí je zde považované za jedno z nejbohatších na území země, ba i Evropy.
Samotnou Bulqizi tvoří převážně bytové bloky, které zde byly pro dělníky postaveny. Starší město leží blíže dolu v jižní části a novější (Bulqizë e re) potom na severním svahu. Obě odděluje údolí řeky Zalli a široké pole spolu s hlavní silnicí. V roce 2000 albánská vláda doly zprivatizovala. Podmínky v dolech jsou těžké a práva horníků bývají porušována.
V roce 2018 zasáhlo město slabší zemětřesení.

## Doprava
Hlavní silnice, která procházela městem (SH6), byla převedena na silniční obchvat, který je veden severně od Bulqizy.